# John McClaughry
John McClaughry là một chính trị gia người Mỹ. Ông phục vụ tại Hạ viện Vermont từ 1969 đến 1972 và Thượng viện Bang Vermont từ 1989 đến 1992.

## Đầu đời và giáo dục
McClaughry sinh ra ở Paris, Illinois. Năm 1958, ông lấy bằng Cử nhân về vật lý và toán học tại Đại học Miami. Năm 1960, ông lấy bằng Thạc sĩ về kỹ thuật hạt nhân tại Đại học Columbia. Năm 1963, ông lấy bằng Thạc sĩ khoa học chính trị tại Đại học California, Berkeley. Từ năm 1962 đến năm 1965, McClaughry dành thời gian sinh sống như một thợ đi làm rong và nhảy tàu, rong ruổi trên những toa hàng khoảng 5.000 dặm (8.000 km) qua 19 tiểu bang.

## Sự nghiệp
McClaughry chuyển đến Washington, D.C., tại đây ông làm việc tại tạp chí ôn hòa của Đảng Cộng hòa Advance. Năm 1968, nhà báo John F. Osborne của tờ The New Republic gọi McClaughry là "nhà hoạt động người da trắng đặc biệt của Đảng Cộng hòa", người đang làm việc "để đẩy mạnh cơ hội cho người da đen và đưa kiểm soát đến với người da đen đối với các cộng đồng người da đen." Ông chuyển hẳn đến Vermont vào năm 1970. Năm 1969, McClaughry được bầu vào một ghế tại Hạ viện Vermont. Ông phục vụ đến năm 1972.
McClaughry từng là cố vấn chính sách cấp cao trong chiến dịch tranh cử tổng thống năm 1980 của Ronald Reagan. Sau đó, ông phục vụ tại Văn phòng Nhà Trắng về Phát triển Chính sách đến tháng 3 năm 1982. McClaughry tranh cử vào thượng viện trong cuộc bầu cử Thượng viện Hoa Kỳ năm 1982 tại Vermont. Ông xếp vị trí thứ ba trong cuộc bầu cử sơ bộ của Đảng Cộng hòa. Năm 1989, McClaughry được bầu vào Thượng viện Vermont, ông phục vụ đến năm 1992.
Năm 1992, ông là ứng cử viên Đảng Cộng hòa cho vị trí Thống đốc Vermont, cuối cùng thất bại trước đảng viên Đảng Dân chủ đương nhiệm Howard Dean. McClaughry là người điều hành ngày họp thị trấn ở Kirby, Vermont từ năm 1967. Năm 1993, McClaughry thành lập Viện Ethan Allen. Ông giữ vị trí chủ tịch từ năm 1993 đến năm 2009, và quyền chủ tịch vào năm 2010. Hiện nay ông là phó chủ tịch.

## Sách
- Expanded Ownership (Sabre Foundation, 1972)
- with Frank M. Bryan, The Vermont Papers: Recreating Democracy on a Human Scale (Chelsea Green, 1989)
- A Better Path - From Welfare to Work (Ethan Allen Institute, 1993)[4]
- Promoting Civil Society Among the Heathen